# Lindernia calemeriana
Lindernia calemeriana är en tvåhjärtbladig växtart som beskrevs av V.V. Sivarajan. Lindernia calemeriana ingår i släktet Lindernia och familjen Linderniaceae. Inga underarter finns listade i Catalogue of Life.